# Ptinus lateralis
Ptinus lateralis là một loài bọ cánh cứng trong họ Ptinidae. Loài này được Gorham miêu tả khoa học năm 1883.